# ثلاثة أنقياء

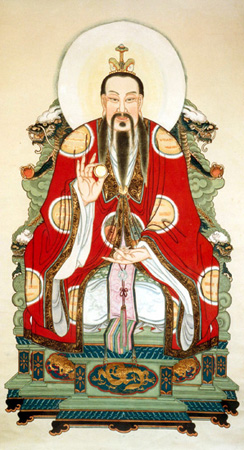
يو تشينغ (Yùqīng)

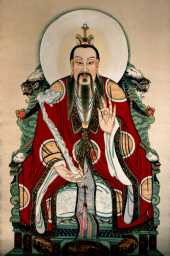
شانغ تشينغ (Shàngqīng)

الثلاثة الأنقياء (بالصينية: 三清) المترجمة أيضًا إلى الثلاثة الأصفياء الأنقياء أو الثلاثة الشرفاء أو المعلمون الثلاثة المقدسون أو الصفوات الثلاث أو النقاوات الثلاث هم ثالوث الطاوية، أعلى ثلاثة آلهة في بانثيون الطاوية. ويُنظر إليها على أنها تجسيدات مُجَرّدة من التاو وأصل الكائنات الحساسة. من كتاب الطاوية الكلاسيكي داوديجنغ، كُتب أن "التاو أنتج واحدًا؛ وواحد أنتج اثنين؛ واثنان أنتجا ثلاثة؛ وثلاثة أنتجوا كل الأشياء. من المتفق عليه أن:
تاو أنتج واحدًا - ووجي أنتج تاي تشي -؛ ثم أنتج هذا الواحد إثنين - تاي تشي أنتج يين ويانغ [أو ليانغي (兩儀) في المصطلح الدراسي] -. ومع ذلك ظل أمر كيفية إنتاج اثنان لثلاثة مثيراً لجدل شائع وقائم حتى الآن بين دارسي الطاوية. ويعتقد معظم دارسي الطاوية أنها تشير إلى التفاعل بين اليين واليانغ، مع وجود التشي، أو قوة الحياة 
في الطاوية الدينية، نظرية كيف ينتج تاو واحد، اثنين، وثلاثة يتم شرحها أيضًا بأسلوب مثير. حيث أنتج تاو واحدًا - ويجي ينتج تاي تشي، وتمثّل التاو العظيم، الذي يجسده يوان تشي تايان وانغ (Yuánshǐ Tiānwáng) (混沌無極元始天王) «الملك السماوي للفراغ والبداية الأساسية الفوضوية» في وقت ما قبل الخلق، عندما كان الكون ما يزال عدم، والأكوان في اضطراب؛ متخذًا شكل أول ثالوث الطاوية، يوان تشي تايانزن (Yuanshi Tianzun). يراقب يوان تشي تايانزن المرحلة الأولى لخلق الكون، ومن الآن فصاعدًا يعرف باسم داوباو (Dàobăo) (道寶) «كنز التاو» (Treasure of the Tao). وفي واحد أنتج اثنين - تيجي ينتج يين يانغ، يتحول تايانزن إلى لين غابو تايانزن (Lingbao Tianzun) الذي فصل اليين عن اليانغ، الشكل الصافي للظلام، وصنف العناصر في مجموعاتها الصحيحة. وبذلك هو أيضًا يعرف باسم جينغ باو (Jīngbăo) (經寶) «كنز القانون/الكتاب». وبينما يعني جينغ في الفهم الدارج «كتابات»، ففي هذا النص يعني أيضًا «العبور خلال» [مرحلة الخلق] وقوانين الطبيعة حول كيف يجب أن تكون الأشياء. في المرحلة الأخيرة من الخلق، داوده تايانزن (Daode Tianzun) يتشكل من لينغ باو تايانزن لجلب الحضارة وتعليم القانون للكائنات الحية. وبذلك يعرف أيضًا باسم تشي باو (Shībăo) (師寶) «كنز المُعَلِم» (Treasure of the Master).
كلٌّ من الثلاثة الأنقياء يمثل معبودًا وجنة. الجنة الأولى هي يو-تشينغ (Yu-Qing)، وتوجد في جبل الجايد، المدخل لهذه الجنة اسمه الباب الذهبي. «هو مصدر كل الحقائق، كما الشمس مصدر كل الضوء». يحكم الصافي الكبير (لاو-جون) (Lao-Jun) جنة تاي-تشينغ. الصافي الأسمى (لينغ-باو تايان-تشونغ) (Ling-Bao Tian-Song) يحكم جنة تشانغ-كينغ (Shang-Qing). وعادة ما يُنظر إلى الأنقياء الثلاثة كشيوخ متوجين.
وتطورت مدارس الفكر الطاوي حول كل من هؤلاء المعبودين. وخيمياء الطاوية كانت جزءًا كبيرًا من تلك المدارس، فكلٌّ من هؤلاء الثلاثة الأنقياء يمثل واحد من المجالات الثلاثة الأساسية للجسد: جينغ، كي، وتشن. وتجمع الثلاثة الأنقياء نتج عنه الرجوع إلى التاو.
النقي الأول هو التشي العالمية أو السماوية. والنقي الثاني هو التشي الإنسانية المحضة، والثالث هو التشي الأرضية. وتحتوي التشي السماوية على التشي أو طاقة كل الكواكب، النجوم، والمجموعات النجمية، وكذلك طاقة الإله (طاقة الخلق والحب الكوني). والتشي الإنسانية هي الطاقة المتواجدة على سطح كوكبنا وتحوي الحياة الإنسانية، والطاقة الأرضية تضم كل الطاقات بداخل الكوكب وكذلك الطاقات الخمسة العناصرية
وبما أن الأنقياء الثلاثة هم تجسيد للطاقة السماوية البدائية، فهم بلا شكل. ولكن لشرح دورهم في الخلق، عادة ما يتم تصويرهم كشيوخ في ثلاثة ألوان أساسية التي تنشأ منها كل الألوان: الأحمر، الأزرق، والأصفر (أو الأخضر) اعتمادًا على التفسير الشخصي لأصل الألوان عن طريق الجمع اللوني أو الطرح اللوني. كلٌّ منهم يتمسك بغرض مقدس مرتبط بمهمته. عادةً ما يُنظر ليوان تشي تايانزن حاملاً لؤلؤة الخلق، في إشارة إلى أهمية دوره في خلق الكون من العدم والفوضى. والروي التي يحملها لينغ باو تايان زن تمثل السلطة: ثاني مرحلة من الخلق حيث فصلت اليانغ من اليين ووضعت قوانين الأشياء في محلها. ومن ثم أخذ لينغ باو تايانزن مقعده على يسار يوان تشي تايانزن. لاحقًا، عندما انتهى كل شيء، داوده تايانزن أخذ مقعده على اليمين، مع المروحة، ممثلاً اكتمال الخلق، وفعل المروحة يمثل انتشار التاو لكل البشر.

### الملاحظات
1. ↑  (بالصينية) Yang, Chaoping (1 ديسمبر 2007). "道德經第四十二章‧「道生一，一生二，二生三，三生萬物。」". مؤرشف من الأصل في 2011-08-13.

### قائمة المراجع
- Barrow، Terrence؛ Williams، Charles Alfred Speed (2006). Chinese Symbolism and Art Motifs. Singapore: Tuttle Publishing. ص. 372. مؤرشف من الأصل في 2022-03-08.
- Ching، Julie (2000). The Religious Thought of Chu His. Oxford: Oxford University Press US. ص. 168–169.
- Fowler، Jeaneane (2005). An introduction to the Philosophy and Religion of Taoism. Brighton; Portland: Sussex Academic Press. ص. 202–205.
- Dobbins, Frank Stockton؛ Williams, Samuel Wells؛ Halls, Isaac Hollister (1883). Errors Chains. California: Standard publishing house. ص. 224. مؤرشف من الأصل في 2022-03-08.
- Morgan, Harry T. (1972). Chinese Symbols and Superstitions. Detroit: Gale Research Company. ص. 148.
- "The Taoist Deities". 19 أكتوبر 2008. مؤرشف من الأصل في 2019-03-26.
- Werner, E.T.C. (2003). Myths and Legends of China. Kessinger Publishing. ص. 124–126.
- Whiting, Roger (1991). Religions for Today. Cheltemham: Nelson Thorne. ص. 14. مؤرشف من الأصل في 2022-03-19.
- Yudelove, Eric (1997). 100 Days to Better Health, Good Sex and Long Life. Saint Paul, Minnesota: Llewellyn Worldwide. ص. 114. مؤرشف من الأصل في 2022-03-08.
- "Yu Di". Microsoft Encarta Online Encyclopedia. Microsoft. 2008. مؤرشف من الأصل في 2009-08-29.
- "Yuan Shi". Microsoft Encarta Online Encyclopedia. Microsoft. 2008. مؤرشف من الأصل في 2009-08-22.

## وصلات خارجية
- The Taoist Deities